# 血清アミロイドA
血清アミロイドA（けっせいアミロイドエイ、血清アミロイドA蛋白、（英語: Serum amyloid A、SAA））は急性相蛋白の一つであり、医療においては炎症マーカーとして用いられる。また、慢性炎症性疾患においては、SAAに由来するアミロイドA蛋白（AA蛋白）が組織に沈着してアミロイドーシスをきたす場合がある。

## 血清アミロイドA蛋白
血清アミロイドA（SAA）は小さな蛋白（104ないし112アミノ酸残基）であり、水には溶けにくく、血中では殆どがHDL（高比重リポタンパク）を構成するアポリポタンパクとして存在している。SAAは主に肝臓で産生される。
アイソフォーム
SAAには複数のアイソフォームがある。ヒトでは104アミノ酸残基からなるSAA1、SAA2、と、112アミノ酸残基からなるSAA4が知られている（SAA3は機能しない偽遺伝子と考えられている）。
SAA1、SAA2は急性相蛋白であり、炎症に伴い肝臓での産生が急増するが、増加の大部分はSSA1である。また、慢性炎症に続発するAAアミロイドーシスで沈着するアミロイドのほとんどはSAA1由来である。
SAA4はHDLのアポリポタンパクとして恒常的に産生されており、炎症がない状態での血中SAAの大部分はSAA4であると考えられている。

生理的機能
SAAは脊椎動物に広く認められ、また、そのアミノ酸配列は高度に保存されていることから、生理的に重要な機能を担っていると考えられているが、
その詳細は十分解明されていない。炎症反応や免疫の制御、脂質代謝への関与、などが指摘されている。

## 炎症マーカーとしての血清アミロイドA
血清アミロイドA（SAA）は急性相蛋白の一つであり、炎症等の際の濃度変化が大きいことで知られている。感染・組織障害などの侵襲に際しては、IL-6などの炎症性サイトカインにより肝臓でのSAA合成が亢進して著しい血中濃度の増加がみられ、24時間以内に1000倍にも達しうる。逆に、炎症が消退すると血中SAA濃度も速やかに低下する。この性質を利用して、SAAは炎症の有無や炎症の経過の観察に用いられている。
なお、SAAには疾患特異性はなく、特定の疾患の診断の補助に用いられることはない。

### 基準値
炎症マーカーとして検査で測定されるのは、SSA1とSSA2をあわせた濃度である。
基準値（炎症の有無を判定するカットオフ値）は施設や検査試薬により異なるが、8 μg/mL以下、ないし、3 mg/L（μg/mL）以下がよく用いられる。
なお、健常人の基礎値はSAA遺伝子の多型により差がある。

### CRPとSAAの差
CRP（C反応性蛋白）も、SAAと同様に炎症に伴い血中濃度が速やかに大きく変動する急性相蛋白であり、炎症マーカーとして臨床検査で広く用いられている。しかし、CRPは、ウイルス感染（特に急性期）、膠原病（SLEなど）、副腎皮質ステロイド剤投与中、などの病態においてはあまり上昇しないことがある。SAAはこのような場合も鋭敏に上昇するのが特長である。

### 獣医学領域
猫においてはCRPは炎症時にあまり上昇しないため、炎症マーカーとしてはSAAがもちいられる。

## アミロイドーシスと血清アミロイドA
アミロイドーシスとはアミロイドと呼ばれる異常な蛋白が組織に沈着して機能障害を引き起こす病態である。血中にアミロイドの前駆物質が存在して複数の臓器が傷害されるものを全身性アミロイドーシスという。
血清アミロイドA（SAA）は、慢性炎症に続発する全身性アミロイドーシスのアミロイドの前駆体として最初に発見、命名された。
慢性炎症性疾患では、SAAが継続的に大量に産生されており、SAAの分解産物であるアミロイドA蛋白（AA）が線維化し組織に沈着して臓器障害をおこすことがある。
これはAAアミロイドーシスと呼ばれ、続発性アミロイドーシスともいう。
症状としては、腎臓へのアミロイド沈着による蛋白尿や腎不全、および、消化管への沈着による下痢や吸収不良がよくみられる。
AAアミロイドーシス発症にはSAAの慢性高値が必須であるが、発症にはさらにSAAの遺伝子多型や人種差なども関与するとされる。
日本におけるAAアミロイドーシスの原因疾患としては慢性関節リウマチが90 %以上を占める。
また、慢性関節リウマチ患者の6 %程度に、無症状のものも含め、AAアミロイドーシスが合併するとされる。
リウマチ性疾患以外のAAアミロイドーシスの原因としては、クローン病などの炎症性腸疾患、家族性地中海熱などの自己炎症症候群、結核などの慢性感染症、などがあげられる。
AAアミロイドーシスの治療は、基本的に、基礎疾患の治療により炎症を改善しSAAの産生を抑制することであるが、近年は抗サイトカイン療法（IL6阻害薬）によるSAA産生抑制なども研究されている。
なお、AAアミロイドーシスはヒト以外の動物でもひろくみられる。動物では実験的にAAアミロイドを投与することにより種を超えて伝播しうることが示唆されているが、ヒトにおける伝播については不明である。